# Asavyo
Asavyo  também conhecido como Bara Ale é um estratovulcão vulcão na Etiópia, que faz parte do Complexo vulcânico Bidu. Fica a cerca de 20 km a sudoeste dos vulcões Nabro e Mallahle. Asavyo tem uma caldeira de 12 km de largura.